# Europese kampioenschappen zwemmen 1985
De Europese kampioenschappen zwemmen 1985 werden gehouden van 4 tot en met 11 augustus 1985 in Sofia, Bulgarije.
Voor het eerst was er een waterpolowedstrijd voor vrouwen op dit EK. Deze wedstrijden werden in Oslo, Noorwegen, gehouden.

## Zwemmen

### Mannen
| Afstand:           | Goud:                                                                                 | Tijd     | Zilver:                                                                                | Tijd     | Brons:                                                                  | Tijd     |
| 100 m vrije slag   | Stéphan Caron Frankrijk                                                               | 50,20    | Jörg Woithe Duitse Democratische Republiek                                             | 50,38    | Stéfan Voléry Zwitserland                                               | 50,70    |
| 200 m vrije slag   | Michael Groß Bondsrepubliek Duitsland                                                 | 1.47,95  | Sven Lodziewski Duitse Democratische Republiek                                         | 1.49,99  | Tommy Werner Zweden                                                     | 1.50,04  |
| 400 m vrije slag   | Uwe Daßler Duitse Democratische Republiek                                             | 3.51,52  | Sven Lodziewski Duitse Democratische Republiek                                         | 3.51,54  | Rainer Henkel Bondsrepubliek Duitsland                                  | 3.51,79  |
| 1500 m vrije slag  | Uwe Daßler Duitse Democratische Republiek                                             | 15.08,56 | Rainer Henkel Bondsrepubliek Duitsland                                                 | 15.10,34 | Stefan Pfeiffer Bondsrepubliek Duitsland                                | 15.20,67 |
| 100 m rugslag      | Igor Poljanski Sovjet-Unie                                                            | 55,24    | Dirk Richter Duitse Democratische Republiek                                            | 56,02    | Sergej Zabolotnov Sovjet-Unie                                           | 56,88    |
| 200 m rugslag      | Igor Poljanski Sovjet-Unie                                                            | 1.58,50  | Sergej Zabolotnov Sovjet-Unie                                                          | 2.01,88  | Frank Baltrusch Duitse Democratische Republiek                          | 2.02,57  |
| 100 m schoolslag   | Adrian Moorhouse Verenigd Koninkrijk                                                  | 1.02,99  | Rolf Beab Bondsrepubliek Duitsland                                                     | 1.03,38  | Dmitri Volkov Sovjet-Unie                                               | 1.03,59  |
| 200 m schoolslag   | Dmitri Volkov Sovjet-Unie                                                             | 2.19,53  | Alexandre Yokochi Portugal                                                             | 2.19,63  | Étienne Dagon Zwitserland                                               | 2.19,69  |
| 100 m vlinderslag  | Michael Groß Bondsrepubliek Duitsland                                                 | 54,02    | Andy Jameson Verenigd Koninkrijk                                                       | 54,30    | Marcel Gery Tsjecho-Slowakije                                           | 54,86    |
| 200 m vlinderslag  | Michael Groß Bondsrepubliek Duitsland                                                 | 1.56,65  | Benny Nielsen Denemarken                                                               | 1.58,80  | Frank Drost Nederland                                                   | 2.00,16  |
| 200 m wisselslag   | Tamás Darnyi Hongarije                                                                | 2.03,23  | Josef Hladký Tsjecho-Slowakije                                                         | 2.04,13  | Peter Bermel Bondsrepubliek Duitsland                                   | 2.04,47  |
| 400 m wisselslag   | Tamás Darnyi Hongarije                                                                | 4.20,70  | Vadim Jarosjtsjoek Sovjet-Unie                                                         | 4.21,54  | Raik Hannemann Duitse Democratische Republiek                           | 4.26,33  |
| 4x100 m vrije slag | Bondsrepubliek Duitsland Alexander Schowtka Thomas Fahrner Dirk Korthals Michael Groß | 3.22,18  | Duitse Democratische Republiek Dirk Richter Sven Lodziewski Lars Hinneburg Jörg Woithe | 3.22,32  | Zweden Tommy Werner Michael Söderlund Bengt Baron Per Johansson         | 3.22,41  |
| 4x200 m vrije slag | Bondsrepubliek Duitsland Alexander Schowtka Michael Groß André Schadt Thomas Fahrner  | 7.19,23  | Zweden Anders Holmertz Per Johansson Michael Söderlund Tommy Werner                    | 7.25,69  | Nederland Edsard Schlingemann Hans Kroes Patrick Dybiona Frank Drost    | 7.32,82  |
| 4x100 m wisselslag | Bondsrepubliek Duitsland Thomas Lebherz Rolf Beab Michael Groß Alexander Schowtka     | 3.43,59  | Duitse Democratische Republiek Dirk Richter Ingo Grzywotz Thomas Dreßler Jörg Woithe   | 3.45,35  | Italië Mauro Marini Gianni Minervini Fabrizio Rampazzo Andrea Ceccarini | 3.46,09  |

### Vrouwen
| Afstand:           | Goud:                                                                                         | Tijd    | Zilver:                                                                               | Tijd    | Brons:                                                                            | Tijd    |
| 100 m vrije slag   | Heike Friedrich Duitse Democratische Republiek                                                | 55,71   | Manuela Stellmach Duitse Democratische Republiek                                      | 55,77   | Conny van Bentum Nederland                                                        | 56,33   |
| 200 m vrije slag   | Heike Friedrich Duitse Democratische Republiek                                                | 1.59,55 | Manuela Stellmach Duitse Democratische Republiek                                      | 1.59,88 | Vania Argirova Bulgarije                                                          | 2.02,62 |
| 400 m vrije slag   | Astrid Strauss Duitse Democratische Republiek                                                 | 4.09,22 | Anke Möhring Duitse Democratische Republiek                                           | 4.10,55 | Jelena Dendeberova Sovjet-Unie                                                    | 4.14,44 |
| 800 m vrije slag   | Astrid Strauss Duitse Democratische Republiek                                                 | 8.32,12 | Sarah Hardcastle Verenigd Koninkrijk                                                  | 8.37,72 | Anke Möhring Duitse Democratische Republiek                                       | 8.40,82 |
| 100 m rugslag      | Birte Weigang Duitse Democratische Republiek                                                  | 1.02,16 | Kathrin Zimmermann Duitse Democratische Republiek                                     | 1.02,60 | Natalja Sjibajeva Sovjet-Unie                                                     | 1.03,12 |
| 200 m rugslag      | Cornelia Sirch Duitse Democratische Republiek                                                 | 2.10,89 | Kathrin Zimmermann Duitse Democratische Republiek                                     | 2.12,43 | Jolanda de Rover Nederland                                                        | 2.15,06 |
| 100 m schoolslag   | Sylvia Gerasch Duitse Democratische Republiek                                                 | 1.08,62 | Silke Hörner Duitse Democratische Republiek                                           | 1.08,95 | Tania Dangalakova Bulgarije                                                       | 1.09,46 |
| 200 m schoolslag   | Tania Dangalakova Bulgarije                                                                   | 2.28,57 | Sylvia Gerasch Duitse Democratische Republiek                                         | 2.29,02 | Silke Hörner Duitse Democratische Republiek                                       | 2.29,82 |
| 100 m vlinderslag  | Kornelia Gressler Duitse Democratische Republiek                                              | 59,46   | Birte Weigang Duitse Democratische Republiek                                          | 1.00,45 | Tatjana Koernikova Sovjet-Unie                                                    | 1.01,73 |
| 200 m vlinderslag  | Jacqueline Alex Duitse Democratische Republiek                                                | 2.11,78 | Kornelia Gressler Duitse Democratische Republiek                                      | 2.11,87 | Petra Zindler Bondsrepubliek Duitsland                                            | 2.14,62 |
| 200 m wisselslag   | Kathleen Nord Duitse Democratische Republiek                                                  | 2.16,07 | Sonia Blagoeva Bulgarije                                                              | 2.17,35 | Susanne Börnike Duitse Democratische Republiek                                    | 2.17,96 |
| 400 m wisselslag   | Kathleen Nord Duitse Democratische Republiek                                                  | 4.47,08 | Cornelia Sirch Duitse Democratische Republiek                                         | 4.48,73 | Sonia Blagoeva Bulgarije                                                          | 4.50,69 |
| 4x100 m vrije slag | Duitse Democratische Republiek Astrid Strauss Karen König Manuela Stellmach Heike Friedrich   | 3.44,48 | Bondsrepubliek Duitsland Iris Zscherpe Susanne Schuster Christiane Pielke Karin Seick | 3.47,38 | Nederland Conny van Bentum Ilse Oegama Karin Brienesse Annemarie Verstappen       | 3.48,59 |
| 4x200 m vrije slag | Duitse Democratische Republiek Astrid Strauss Karen König Manuela Stellmach Heike Friedrich   | 8.03,82 | Nederland Jolande van der Meer Ilse Oegama Mildred Muis Conny van Bentum              | 8.15,14 | Zweden Suzanne Nilsson Maria Kardum Agneta Eriksson Eva Nyberg                    | 8.15,15 |
| 4x100 m wisselslag | Duitse Democratische Republiek Birte Weigang Sylvia Gerasch Kornelia Gressler Heike Friedrich | 4.06,93 | Sovjet-Unie Natalja Sjibajeva Svetlana Koezmina Tatjana Koernikova Jelena Dendeberova | 4.11,32 | Bulgarije Bistra Gospodinova Tania Dangalakova Radovesta Pironkova Vania Argirova | 4.11,92 |

## Schoonspringen

### Mannen
| Onderdeel: | Goud:                                        | Score  | Zilver:                               | Score  | Brons:                               | Score  |
| 3 m plank  | Nikolaj Drozjzjin Sovjet-Unie                | 635,52 | Petar Georgiev Bulgarije              | 604,98 | Dieter Dörr Bondsrepubliek Duitsland | 592,82 |
| 10 m toren | Thomas Knuths Duitse Democratische Republiek | 581,46 | Albin Killat Bondsrepubliek Duitsland | 579,63 | Domenico Rinaldi Italië              | 561,30 |

### Vrouwen
| Onderdeel: | Goud:                               | Score  | Zilver:                                            | Score  | Brons:                                      | Score  |
| 3 m plank  | Zjanna Tsiroelnikova Sovjet-Unie    | 514,32 | Irina Sidorova Sovjet-Unie                         | 476,70 | Brita Baldus Duitse Democratische Republiek | 471,02 |
| 10 m toren | Anzjela Stasjoeljevitsj Sovjet-Unie | 414,27 | Ramona Pätow-Wenzel Duitse Democratische Republiek | 400,62 | Alla Lobankina Sovjet-Unie                  | 388,95 |

## Waterpolo
| Onderdeel: | Goud:       | Zilver:     | Brons:                   |
| Mannen     | Sovjet-Unie | Joegoslavië | Bondsrepubliek Duitsland |
| Vrouwen    | Nederland   | Hongarije   | Bondsrepubliek Duitsland |

## Synchroonzwemmen
| Onderdeel: | Goud:                                          | Score   | Zilver:                                 | Score   | Brons:                                         | Score   |
| Solo       | Carolyn Wilson Verenigd Koninkrijk             | 184,634 | Muriel Hermine Frankrijk                | 182,467 | Alexandra Worisch Oostenrijk                   | 180,000 |
| Duet       | Oostenrijk Eva-Maria Edinger Alexandra Worisch | 180,642 | Frankrijk Muriel Hermine Pascale Besson | 179,133 | Verenigd Koninkrijk Amanda Dodd Carolyn Wilson | 177,767 |
| Team       | Frankrijk                                      | 171,379 | Verenigd Koninkrijk                     | 170,192 | Nederland                                      | 167,787 |

## Medaillespiegel
| Plaats | Land                           | Goud | Zilver | Brons | Totaal |
| 1      | Duitse Democratische Republiek | 17   | 17     | 6     | 40     |
| 2      | Sovjet-Unie                    | 7    | 4      | 6     | 17     |
| 3      | Bondsrepubliek Duitsland       | 6    | 4      | 7     | 17     |
| 4      | Verenigd Koninkrijk            | 2    | 3      | 1     | 6      |
| 5      | Frankrijk                      | 2    | 2      | 0     | 4      |
| 6      | Hongarije                      | 2    | 1      | 0     | 3      |
| 7      | Bulgarije                      | 1    | 2      | 4     | 7      |
| 8      | Nederland                      | 1    | 1      | 6     | 8      |
| 9      | Oostenrijk                     | 1    | 0      | 1     | 2      |
| 10     | Zweden                         | 0    | 1      | 3     | 4      |
| 11     | Tsjecho-Slowakije              | 0    | 1      | 1     | 2      |
| 12     | Denemarken                     | 0    | 1      | 0     | 1      |
| 12     | Joegoslavië                    | 0    | 1      | 0     | 1      |
| 12     | Portugal                       | 0    | 1      | 0     | 1      |
| 15     | Zwitserland                    | 0    | 0      | 2     | 2      |
| 15     | Italië                         | 0    | 0      | 2     | 2      |
| Totaal | Totaal                         | 39   | 39     | 39    | 117    |